# Bendacortone
Il bendacortone (estere idrocortisone bendazac) è una molecola che unisce le proprietà terapeutiche dell'idrocortisone e quelle del bendazac. Il bendacortone è caratterizzato da un'attività antinfiammatoria che si manifesta anche nei confronti delle reazioni tissutali ad evoluzione necrotica.
Usato per malattie cutanee infiammatorie e allergiche, acute e croniche: eczema di qualsiasi natura, eczema del lattante, crosta lattea, dermatiti da contatto, dermatiti da stasi venosa, dermatite seborroica, neurodermiti, eritrodermie, disidrosi, intertrigini, eritemi (nodoso, polimorfo, ecc.) e pruriti localizzati (anale, genitale, ecc.), allergia da medicamenti, psoriasi, radiodermiti, ustioni, fotodermatiti, lichenificazioni, ragadi.
Si usa in 2-4 applicazioni al giorno di crema o pomata contenenti il 3% di bendacortone.
Come per gli altri steroidi per uso topico, l'impiego prolungato di bendacortone può occasionalmente indurre fenomeni secondari quali senso di bruciore, prurito, irritazione, ipopigmentazione. In caso di medicazione con bendaggio occlusivo possono verificarsi macerazione della cute, follicolite secondaria ed eruzioni acneiche.
Se ne sconsiglia l'impiego in corso di varicella, nel vaiolo vaccino e nei pazienti con storia di ipersensibilità al prodotto. Nel caso di lesioni cutanee complicate da processi infettivi, si dovranno associare al bendacortone antibatterici o antifungini. L'impiego della medicazione occlusiva o il trattamento di vaste zone cutanee può aumentare l'assorbimento sistemico con le relative possibili conseguenze. L'uso topico, specie se prolungato, può dare origine a fenomeni di sensibilizzazione. In tal caso occorre interrompere il trattamento ed istituire terapia idonea. Nelle donne in stato di gravidanza si consiglia l'impiego del prodotto soltanto in caso di effettiva necessità e sotto diretto controllo medico.